# Кочергино
Коче́ргино (рос. Кочергино) — присілок у складі Дмитровського міського округу Московської області, Росія.

## Населення
Населення — 46 осіб (2010; 52 у 2002).
Національний склад (станом на 2002 рік):
- росіяни — 100 %